# Jean Kéry
Jean-Marie Le Covec, connu sous le nom de plume, entre autres, de Jean Kéry, né le 4 novembre 1893 à Paris et mort le 1er décembre 1985 dans la même ville, est un écrivain français.

## Biographie
Né le 4 novembre 1893 rue Claude-Bernard dans le Paris 5e, sous le nom de Jean Marie Hippolyte Léon Le Covec,, Jean Kéry est le fils de Cécile Gibassier dite Claude d'Habloville (1865-1927), écrivaine. Son père meurt alors qu'il n'a que 5 ans. Il est alors élevé par sa mère et par son grand-père, directeur des postes à Rennes et suit les cours du séminaire de La Ferté-Macé où vit sa mère. Celle-ci, amie de Mgr Duchesne, directeur de l’École française de Rome, le suit avec son fils dans la capitale italienne où elle devient correspondante de presse pour La Croix.
Jean-Marie Le Covec se plonge alors dans les lectures de Jules Verne et Robert-Louis Stevenson. De retour à Paris où sa mère s'installe boulevard Saint-Germain, il étudie au lycée Louis le Grand, à l'Institut des sciences politiques et à la faculté de droit, mais ses études sont interrompues par la Première Guerre mondiale. Il épouse Simone Rosselin en 1928.
Si ses premiers feuilletons datent de la fin des années 1920, il devient célèbre en 1934 avec Le Mystère de l'avion no 13 publié dans Le Petit Journal. Il va écrire ainsi des feuilletons pour Le Petit Parisien, L'Intransigeant, Le Journal de la femme, Lecture pour tous et, à partir de 1951, pour Le Figaro.
Il écrit en 1935 L’Étrange pension avec Simone Saint-Clair et collabore brièvement aux œuvres de Maurice Renard. Son roman Huit hommes dans un château est porté à l'écran en 1942 par Richard Pottier.
Il travaille sous l'occupation au ministère de la Marine à Brest comme administrateur civil, poste qu'il occupe depuis 1936 et entre à l'Association des écrivains combattants dont il devient le vice-président.
En 1965, il est élu membre du bureau de la Société des gens de lettres dont il deviendra vice-président. Il se consacre alors essentiellement à la protection sociale des auteurs.
Principalement auteur de romans sentimentaux et, sous le pseudonyme de Bobby Bob, de romans policiers, il utilise également les noms de plume de Yann de Keryvallan et de Chantal Erky.
Il reçoit en 1952 le prix du roman d'aventures pour Qui est à l'appareil ? édité par Le Masque.
Jean Kéry meurt le 1er décembre 1985 à Paris et est inhumé dans le cimetière marin du Rosais à Saint-Malo (Ille-et-Vilaine).

## Œuvre

### Sous le nom de Jean Kéry
- L'Énigme des mains coupées, Ferenczi, 1933.
- L'Assassinat de M. Darlet, Tallandier, 1933.
- Le Lotissement maudit, Baudinière, 1933.
- Un cœur et un million, 1934.
- Huit Hommes dans un château, Baudinière, 1934 ; réédition 1949.
- L'Étrange affaire du diamant bleu, Baudinière, 1934.
- Le Secret du squelette, Tallandier, 1934 (sous le pseudonyme de Jean Kerval).
- La Blonde de Kerreval, Fama, 1935.
- Sauvagette, 1935.
- Le Bébé imprévu, 1936.
- Sylvette et le Fantôme, 1936.
- Au bords de l'abime, Fama, 1936.
- Concurrence déloyale, 1936.
- Lyliane en danger, 1936.
- Voisinage , 1936.
- L'Élan du cœur, 1937.
- Le Rythme du bonheur, 1937.
- Tante Câline, 1937.
- Tuteur malgré soi, Fama, 1938.
- Seule au monde, 1938.
- Les Fiancés du souvenir, Fama, 1938.
- La Baie du malheur, 1938.
- Cendrillon se marie, Fama, 1939.
- La Rançon du mensonge, Fama, 1939.
- La Symphonie en mauve, 1939.
- L'Allié des mauvais jours, Collection Fama, no 642, 1939.
- Quand les cœurs veillent, 1939.
- Dans la tempête, 1939.
- Les Pièges du Mexicain, Tallandier, 1938.
- Message de Mort, Ferenczi, 1939.
- Une Nuit tragique, Ferenczi, 1939.
- Le Tueur invisible, Ferenczi, 1940.
- Panique au Cristal Hôtel, Ferenczi, 1940.
- Vengeance occulte, Ferenczi, 1940.
- L'Épreuve des fiançailles, Fama, 1940.
- La Revanche de l'amour, 1940.
- L'Enfant meurtrie , La Semeuse, coll. parisienne, 1941.
- Mademoiselle Mystère, La Semeuse, coll. parisienne, 1941.
- L'Avion 13, une aventure de François Granvil, Le Masque, 1941.
- Échec au roi de l'acier, 1942.
- Une étrange pension, éditions des Loisirs, 1943 (en collaboration avec Simone Saint-Clair).
- Clos mimosa, éditions Marcel Daubin, 1947.
- Expiation, Rouff, 1949.
- La Secte infernale, 1949.
- La Reine du pôle, Tallandier, 1950[4].
- Seul contre la Meute, Ferenczi, 1951.
- Les Mystères d'Atomeville, Tallandier, 1951[4].
- Un soir à Changhaï..., Tallandier, 1951.
- Monsieur Frémond, disparu suive de le Dernier Dossier de M. Lecoq, Tallandier, 1952.
- Qui est à l'appareil ?, Le Masque, 1952.
- Chantage, suivi de Le Muet, Tallandier, 1953.
- Un béguin de plus, suivi de la Disparition de Mary Crawl, Tallandier, 1953.
- Panique sur la riviera, Tallandier, 1954.
- Aimer jusqu'à la mort, 1955.
- L'Inquiétante Clara, Tallandier, 1956.
- Un fantôme sur le lac, Grund, coll. Scotland Yard, 1957.
- Jellinah, Karolus, 1963.
- La Route de l'aventure, France-Empire, 1977.

### Sous le nom de Bobby Bob
- Sauvagette, 1935.
- Billy Quick s'évade, Ferenczi, 1946.
- L'Île aux requins, 1946.
- L'Aventure du Golden Bird, Mon roman d'aventures, no 54, 1947.
- Le Silence ou la mort..., Mon roman policier, no 43, 1947.
- Échec aux Gangsters, Ferenczi, 1948.
- Vers l'inconnu, Mon roman d'aventures, no 75, 1948.
- Zone interdite, Mon roman d'aventures, no 108, 1949.
- Le Repaire des pirates, Mon roman d'aventures, no 112, 1949.
- Jim la Terreur, Ferenczi, 1951.
- Lisbeth a des ennuis, Ferenczi, 1951.
- L'Angoisse du mystère, Mon roman d'aventures, no 159, 1951.

### Sous le nom de Chantal Erky
- On a volé un train, Ferenczi, 1939.

## Filmographie
- 1942 : Huit hommes dans un château, film réalisé par Richard Pottier, d'après le roman homonyme, avec Jacqueline Gauthier, René Dary, Jean Daurand et Louis Salou.

## Récompenses
- Prix du roman d'aventures 1952 pour Qui est à l'appareil ?